# バッド・チューニング
『バッド・チューニング』（原題: Dazed and Confused）は、1993年のアメリカ合衆国の青春映画。リチャード・リンクレイターの監督作品。
日本では1994年にビデオスルーされ、JSB（現WOWOW）で『新アメリカン・グラフィティ/クールで行こう』のタイトルで放映された。2016年になって東京・新宿武蔵野館で初めて劇場上映された。

## ストーリー
1976年のテキサス。田舎の高校には先輩から新入生への洗礼の儀式が受け継がれていた。新入生は必死に逃げつつ高校生活に期待し、上級生は洗礼を行いながらもこれからの未来に不安も抱いている。そして夏休み初日の夜、学生たちはパーティの計画を立てる。しかし計画はなかなかうまく進まずハプニングだらけ。ロックン・ロール、アルコールにドラッグと自由奔放に青春を謳歌する若者たちのめまぐるしい一夜の物語。

## キャスト
| 役名                           | 俳優                         | 日本語吹替   |
| 役名                           | 俳優                         | Netflix版    |
| ------------------------------ | ---------------------------- | ------------ |
| ランドール・“ピンク”・フロイド | ジェイソン・ロンドン         | 川田紳司     |
| シモーヌ・カー                 | ジョーイ・ローレン・アダムス |              |
| ミシェル・バロウズ             | ミラ・ジョヴォヴィッチ       |              |
| ケヴィン・ピックフォード       | ショーン・アンドリュース     |              |
| ロン・スレーター               | ロリー・コクレーン           | 斎藤寛仁     |
| ドン・ドーソン                 | サッシャ・ジェンソン         | 岡井カツノリ |
| ミッチ・クレイマー             | ウィリー・ウィッギンス       | 平野潤也     |
| ジョディー・クレイマー         | ミシェル・バーク             |              |
| デイヴィッド・ウッダーソン     | マシュー・マコノヒー         |              |
| ベニー・オドネル               | コール・ハウザー             |              |
| フレッド・オバニオン           | ベン・アフレック             | 小林親弘     |
| ジュリー・シムズ               | キャサリン・アヴリル・モリス | 内藤有海     |
| マイク・ニューハウス           | アダム・ゴールドバーグ       |              |
| ビール配達人                   | ジョン・スワーシー           |              |
| クリント・ブルーノ             | ニッキー・カット             |              |
| ネシ・ホワイト                 | レネー・ゼルウィガー         |              |
| ペンティコ                     | ゾーイ・グライフ             | 陣谷遥       |
| その他                         | N/A                          | 近松孝丞     |

## 主な挿入曲
- ハイウェイ・スター（ディープ・パープル）
- スクールズ・アウト（アリス・クーパー）
- ノー・モア・ミスター・ナイス・ガイ（アリス・クーパー）
- 仲間よ目をさませ!（ウォー）
- ロー・ライダー（ウォー）
- ハリケーン（ボブ・ディラン）
- ラヴ・ハーツ（ナザレス）
- パラノイド（ブラック・サバス）
- ロックンロール・フーチー・クー（リック・デリンジャー）
- ショー・ミー・ザ・ウェイ（ピーター・フランプトン）
- ロックンロール・オールナイト（キッス）
- チェリー・ボンブ（ザ・ランナウェイズ）
- 思い出のサマー・ブリーズ（シールズ&クロフツ）
- テューズデイズ・ゴーン（レーナード・スキナード）